# Matamoras (Ohio)
Pour les articles homonymes, voir Matamoras.
Matamoras est un village américain situé dans le comté de Washington, dans l'Ohio. Selon le recensement de 2010, sa population est de 896 habitants.